# Kuius
Kuius (en rus Куюс) és un poble de la República de l'Altai, a Rússia. El 2016 tenia 210 habitants. Kuius es troba a la vall del riu Katun, a 55 km al sud de Txemal, la seu administrativa de la província.